# Háihnúkur
Háihnúkur är en bergstopp i republiken Island. Den ligger i regionen Norðurland eystra, 260 km öster om huvudstaden Reykjavík. Toppen på Háihnúkur är 1 311 meter över havet. Háihnúkur ingår i Dyngjufjöll.
Trakten runt Háihnúkur är nära nog obefolkad, med mindre än två invånare per kvadratkilometer. Det finns inga samhällen i närheten. Trakten runt Háihnúkur är permanent täckt av is och snö.